# Браво, Рубен
Рубе́н Норберто Браво (исп. Rubén Noberto Bravo; 16 ноября 1923, Крус-Альта, по другим данным — Росарио, Сан-Лоренсо — 24 августа 1977, Гватемала) — аргентинский футболист, нападающий.

## Карьера
Рубен Браво начал карьеру в клубе «Росарио Сентраль», в составе которого дебютировал в матче с «Тигре» и уже забил на второй минуте матча. В той же игре он забил и второй мяч, но его команда проиграла со счётом 2:4. В 1942 году клуб выиграл Примеру В, выйдя в высший аргентинский дивизион. Всего за клуб он провёл 108 матчей и забил 69 голов.
В 1946 году клуб «Расинг» из Авельянеды за 220 тыс долларов купил трёх игроков: Эктора Рикардо, Роберто Йебру и Рубена Браво. 21 апреля нападающий дебютировал в составе команды. 5 мая он забил первый мяч за клуб, поразив ворота «Уракана». В первом же сезоне Рубен забил 21 гол в 29 матчах, а его команда победила в чемпионате страны, а затем ещё два сезона подряд повторяла это достижение. Браво оставался частью нападения команды, выступая вместе с Эсра Суэдом, Норберто Мендесом, Льямилем Симесом и Марио Бойе. Всего за клуб он провёл 148 игр и забил 79 мячей. Последней игрой за клуб стал матч с «Банфилдом».
Затем Браво недолго играл за «Велес Сарсфилд», за которую сыграл два матча, чилийский «Палестино» и «Ботафого». В 1954 году аргентинский тренер Луис Карнилья пригласил Браво во французскую «Ниццу». На второй год аргентинец выиграл с командой титул чемпиона Франции. В 1957 году Браво стал игроком «Гренобля», с которым играл во Дивизионе 2. В 1959 году Рубен перешёл в «Руан», став первым аргентинцем в истории команды. Завершил карьеру Браво в клубе «Рубе-Туркуэн» в 1962 году.
Завершив игровую карьеру, Браво стал тренером. Он работал с клубом «Индепендьенте Санта-Фе». Тренировал «Монако». Рубен был помощником Хуан Хосе Писсути в 1970 году, когда тот тренировал сборную Аргентины. Последней командой Браво стал «Тальерес», во время работы с которым он умер от сердечного приступа, когда клуб совершал турне по Центральной Америке.

## Статистика

### Клубная
| Сезон     | Клуб                | Лига         | Чемпионат | Чемпионат | Кубок | Кубок | Международные | Международные |
| Сезон     | Клуб                | Лига         | Игры      | Голы      | Игры  | Голы  | Игры          | Голы          |
| --------- | ------------------- | ------------ | --------- | --------- | ----- | ----- | ------------- | ------------- |
| 1941      | Росарио Сентраль    | Примера В    | 13        | 8         | —     | —     | —             | —             |
| 1942      | Росарио Сентраль    | Примера В    | 16        | 18        | —     | —     | —             | —             |
| 1943      | Росарио Сентраль    | Примера      | 26        | 16        | —     | —     | —             | —             |
| 1944      | Росарио Сентраль    | Примера      | 28        | 19        | —     | —     | —             | —             |
| 1945      | Росарио Сентраль    | Примера      | 21        | 8         | —     | —     | —             | —             |
| 1946      | Расинг (Авельянеда) | Примера      | 29        | 21        | —     | —     | —             | —             |
| 1947      | Расинг (Авельянеда) | Примера      | 27        | 13        | —     | —     | —             | —             |
| 1948      | Расинг (Авельянеда) | Примера      | 24        | 14        | —     | —     | —             | —             |
| 1949      | Расинг (Авельянеда) | Примера      | 32        | 18        | —     | —     | —             | —             |
| 1950      | Расинг (Авельянеда) | Примера      | 23        | 12        | —     | —     | —             | —             |
| 1951      | Расинг (Авельянеда) | Примера      | 9         | 1         | —     | —     | —             | —             |
| 1952      | Расинг (Авельянеда) | Примера      | 0         | 0         | —     | —     | —             | —             |
| 1952      | Велес Сарсфилд      | Примера      | 2         | 0         | —     | —     | —             | —             |
| 1952      | Ботафого            | Лига Кариока | ?         | ?         | —     | —     | —             | —             |
| 1953      | Палестино           | Примера      | ?         | ?         | —     | —     | —             | —             |
| 1954      | Палестино           | Примера      | ?         | ?         | —     | —     | —             | —             |
| 1954/1955 | Ницца               | Дивизион 1   | 16        | 7         | 2     | 3     | —             | —             |
| 1955/1956 | Ницца               | Дивизион 1   | 32        | 8         | 5     | 1     | —             | —             |
| 1956/1957 | Ницца               | Дивизион 1   | 20        | 3         | 4     | 1     | 7             | 1             |
| 1957/1958 | Гренобль            | Дивизион 2   | 38        | 7         | 3     | 0     | —             | —             |
| 1958/1959 | Гренобль            | Дивизион 2   | 29        | 5         | 5     | 2     | —             | —             |
| 1959/1960 | Экс-ан-Прованс      | Дивизион 2   | 17        | 2         | 0     | 0     | —             | —             |
| 1959/1960 | Руан                | Дивизион 2   | 16        | 5         | 2     | 0     | —             | —             |
| 1960/1961 | Рубе-Туркуэн        | Дивизион 2   | 31        | 3         | 4     | 0     | —             | —             |
| 1961/1962 | Рубе-Туркуэн        | Дивизион 2   | 7         | 0         | 0     | 0     | —             | —             |

### Международная
| Матчи Рубена Браво за сборную Аргентины | Матчи Рубена Браво за сборную Аргентины | Матчи Рубена Браво за сборную Аргентины | Матчи Рубена Браво за сборную Аргентины | Матчи Рубена Браво за сборную Аргентины | Матчи Рубена Браво за сборную Аргентины | Матчи Рубена Браво за сборную Аргентины |
| --------------------------------------- | --------------------------------------- | --------------------------------------- | --------------------------------------- | --------------------------------------- | --------------------------------------- | --------------------------------------- |
| №                                       | Дата                                    | Место проведения                        | Оппонент                                | Счёт                                    | Голы                                    | Турнир                                  |
| 1                                       | 25 марта 1950                           | Буэнос-Айрес                            | Парагвай                                | 2:2                                     | 1                                       | Кубок Розы Шевалье Бутеля               |
| 2                                       | 9 мая 1951                              | Буэнос-Айрес                            | Парагвай                                | 4:0                                     | —                                       | Кубок Розы Шевалье Бутеля               |
| 3                                       | 9 мая 1951                              | Лондон                                  | Англия                                  | 1:2                                     | —                                       | Товарищеский матч                       |

## Достижения

### Как игрок
- Чемпион Аргентины: 1949, 1950, 1951
- Обладатель Кубка Розы Шевалье Бутеля: 1950
- Чемпион Франции: 1955/1956

### Как тренера
- Обладатель Кубка Эрмендад[исп.]: 1977